# Joeropsis nigricapitis
Joeropsis nigricapitis är en kräftdjursart som beskrevs av Brian Frederick Kensley 1994. Joeropsis nigricapitis ingår i släktet Joeropsis och familjen Joeropsididae. Inga underarter finns listade i Catalogue of Life.